# Collinsville (Illinois)
Collinsville é uma cidade localizada no estado americano de Illinois, no Condado de Madison e Condado de St. Clair.

## Demografia
Segundo o censo americano de 2000, a sua população era de 24.707 habitantes. Em 2006, foi estimada uma população de 25.610, um aumento de 903 (3.7%).

## Geografia
De acordo com o United States Census Bureau tem uma área de 35,2 quilômetros quadrados, dos quais 35,2 quilômetros quadrados cobertos por terra e 0,0 quilômetros quadrados cobertos por água. Collinsville localiza-se a aproximadamente 157 metros acima do nível do mar.

## Localidades na vizinhança
O diagrama seguinte representa as localidades num raio de 12 quilômetros ao redor de Collinsville.